# Дауда Кайраба Джавара
Дауда Кайраба Джавара (англ. Dawda Kairaba Jawara; 16 жовтня 1924 — 27 серпня 2019) — політичний діяч Гамбії, прем'єр-міністр країни за номінального правління королеви Єлизавети II, а також перший президент незалежної Гамбії.

## Життєпис
Народився в родині заможного торгівця найчисленнішої в країні національності — мандінка.
Навчався у Батерсті (нині Банжул) та Аккрі (Гана). З 1948 до 1953 року навчався у ветеринарному коледжі при Університеті Глазго, там він став главою Асоціації африканських студентів і членом студентської лейбористської організації. Пізніше навчався у Ліверпульському університеті. Повернувшись на батьківщину 1954 року, вступив на державну ветеринарну службу та прийняв християнство. У 1958—1960 роках був головним ветеринаром Гамбії.
У грудні 1959 року заснував Народно-прогресивну партію, орієнтовану не на столичну, а на сільську та провінційну еліти, і став її лідером. У 1960-1962 роках обіймав посаду міністра просвіти та соціального статку, у 1962—1963 — посаду головного міністра. У жовтні 1963 року, після надання Гамбії повного внутрішнього самоврядування, був призначений прем'єр-міністром.
З лютого 1965 року — прем'єр-міністр незалежної Гамбії (у 1965–1967 роках одночасно займав пост міністра закордонних справ). З 1970 — президент (за конституцією 1970 року — глава держави та уряду), головнокомандувач збройних сил та (з травня 1985) — міністр оборони Гамбії. Багато разів обирався на пост президента країни (1966, 1972, 1977, 1982, 1987, 1992).
Після придушення за допомогою Сенегалу військового перевороту 1981 року, організованого лівими силами, підпільною Революційною народно-соціалістичною партією та частиною силовиків, погодився на створення Конфедерації Сенегамбія. З 1 лютого 1982 року став її віце-президентом (президентом був глава Сенегалу Абду Діуф, конфедерація існувала до вересня 1989 року). Залежне від Сенегалу з усякого погляду становище і перебування всіх силових структур під керівництвом сенегальців спричинило невдоволення з боку населення Гамбії.
В середині 1985 року Джавара став ініціатором програми економічного оздоровлення країни, однієї з найширших програм економічної перебудови, розроблених в Африці на південь від Сахари. За допомогою команди економістів з Гарвардського інституту міжнародного розвитку й Міжнародного валютного фонду була значно реформована економічна структура країни. Економіка ожила, збільшились валютні запаси, хоч це й коштувало подвоєння дефіциту державного бюджету. Одночасно в країні різко виросла корупція (включаючи урядову партію) та подвоїлось число міністерств. Щоправда, сам Джавара не був помічений у надмірному збагаченні, зумівши дистанціюватись від непопулярних чиновників.
Тим не менше до 1992 року Гамбія була однією з найбідніших країн Африки і всього світу, із середньою тривалістю життя 45 років, рівнем дитячої смертності 292 з 1000 новонароджених, причому 120 з кожних 1000 новонароджених помирали від малярії. В країні рівень неписемності сягав 75 %, лише 40 % населення мали доступ до питної води, а понад 75 % населення жили за умов абсолютного жебрацтва.
У 1970 — 1980-их роках Джавара був головою Постійного міждержавного комітету у боротьбі з посухою в Сахелі, головою Ісламського комітету миру. У 1988—1989 роках головував в Економічному співтоваристві країн Західної Африки. З 1990 року — почесний доктор юриспруденції Університету Глазго.
На останніх для себе виборах 1992 року здобув 56 % голосів.
22 липня 1994 року група солдат на чолі з лейтенантом Яйя Джамме штурмом узяли президентський палац. Джавару було заслано з країни (на американському військовому кораблі його доставили до Сенегалу), жив у Лондоні. 2002 повернувся на батьківщину, погодившись ніколи не займатись політичною діяльністю. Проживав у місті Фаджара.